# Brudborsteblomfluga
Brudborsteblomfluga (Cheilosia albipila) är en tvåvingeart som beskrevs av Johann Wilhelm Meigen 1838. Brudborsteblomfluga ingår i släktet örtblomflugor, och familjen blomflugor.
Artens utbredningsområde är Tyskland. Arten är reproducerande i Sverige. Inga underarter finns listade i Catalogue of Life.

## Bildgalleri

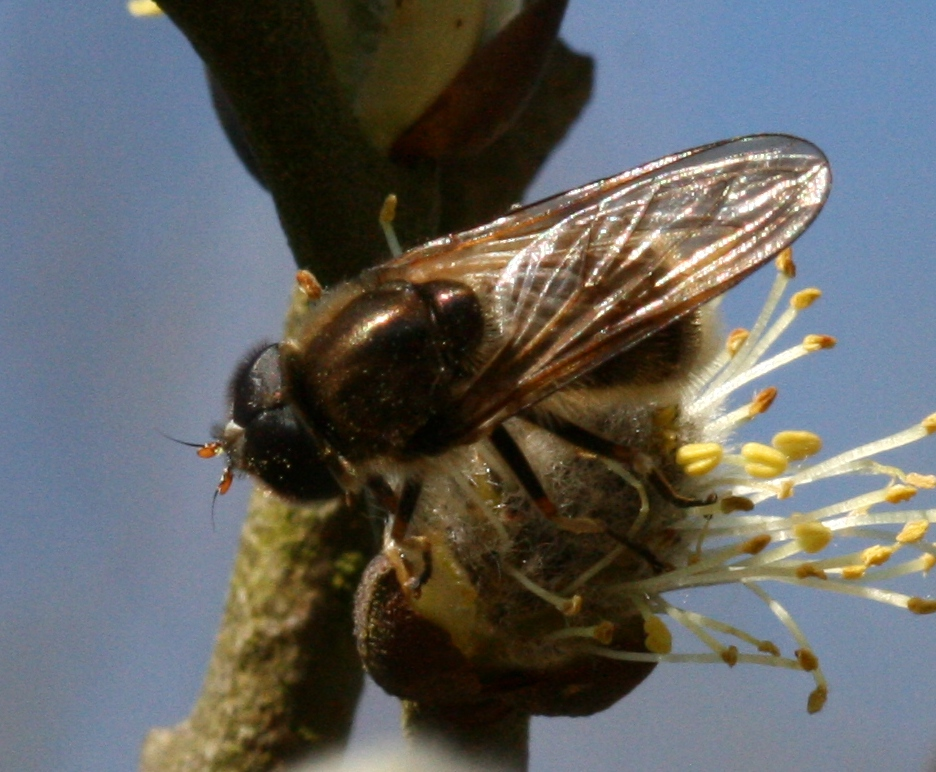
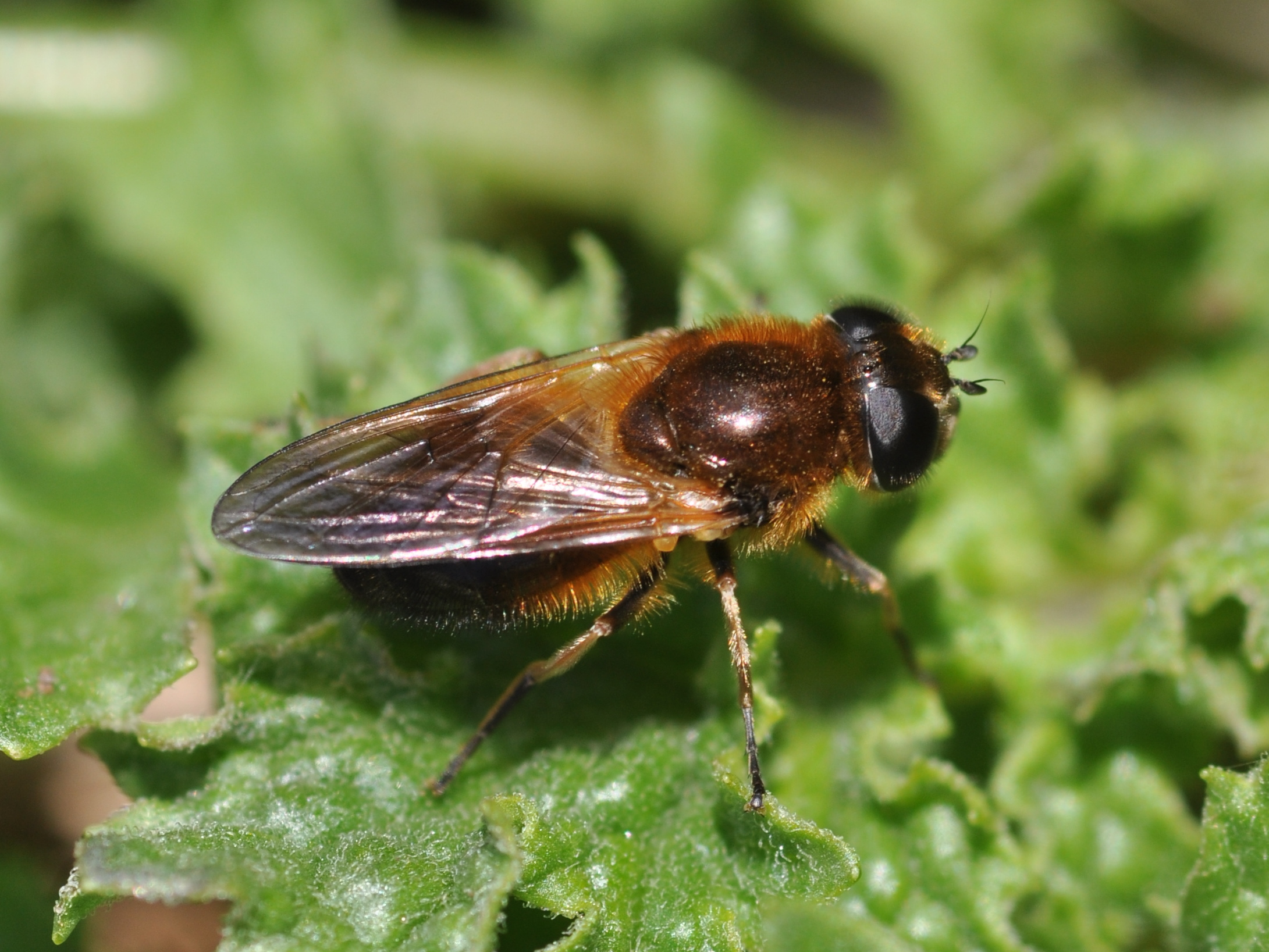
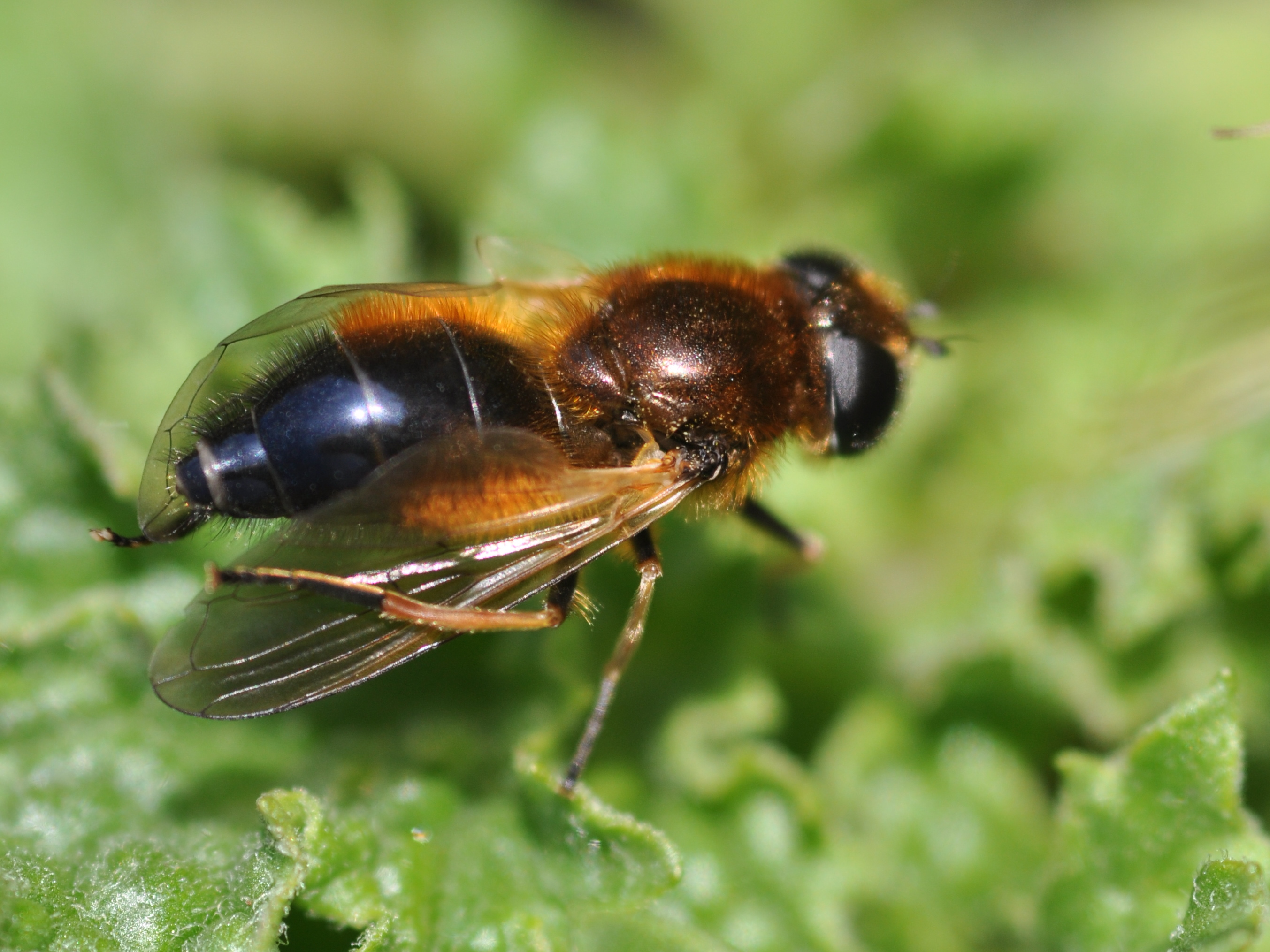
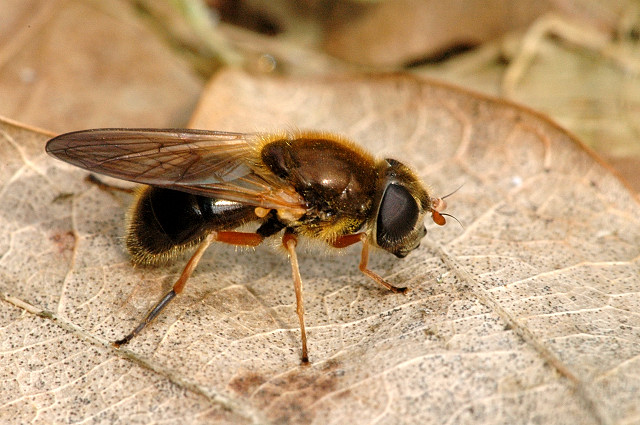
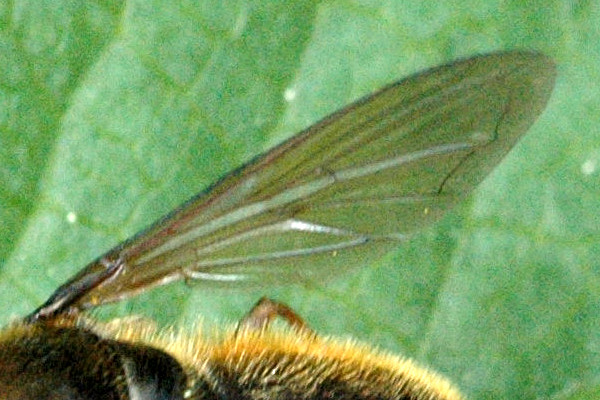